# Campeonato Mundial de Esqui Estilo Livre de 2023 - Aerials equipe misto
A prova do Aerials equipe misto do Campeonato Mundial de Esqui Estilo Livre de 2023 ocorreu nos dia 19 de fevereiro, em Bakuriani, na Geórgia.

## Medalhistas
| Ouro                                                                    | Prata                                          | Bronze                                                               |
| Estados Unidos · Ashley Caldwell · Christopher Lillis · Quinn Dehlinger | China · Kong Fanyu · Li Tianma · Yang Longxiao | Ucrânia · Anastasiya Novosad · Oleksandr Okipniuk · Dmytro Kotovskyi |

## Resultados
Um total de 15 esquiadores participaram da competição, totalizando 5 equipes de três integrantes cada, sendo um integrante do sexo oposto. 
| Pos.              | Bib | Nacionalidade                                                              | Final 1                    | Final 2                    |
| ----------------- | --- | -------------------------------------------------------------------------- | -------------------------- | -------------------------- |
| Medalha de ouro   | 3   | Estados Unidos · Ashley Caldwell · Christopher Lillis · Quinn Dehlinger    | 303.47 82.21 118.55 102.71 | 331.37 92.00 127.15 112.22 |
| Medalha de prata  | 1   | China · Kong Fanyu · Li Tianma · Yang Longxiao                             | 290.80 60.48 115.84 114.48 | 320.71 83.16 113.57 123.98 |
| Medalha de bronze | 2   | Ucrânia · Anastasiya Novosad · Oleksandr Okipniuk · Dmytro Kotovskyi       | 239.69 76.86 77.43 85.40   | 255.56 87.42 84.51 83.63   |
| 4                 | 6   | Cazaquistão · Zhanbota Aldabergenova · Roman Ivanov · Sherzod Khashyrbayev | 266.98 85.05 97.29 84.64   | 236.33 65.20 88.83 82.30   |
| 5                 | 4   | Canadá · Marion Thénault · Miha Fontaine · Alexandre Duchaine              | 228.17 76.23 83.50 68.44   | Não avançou                |
| —                 | 5   | Suíça · Alexandra Bär · Pirmin Werner · Noé Roth                           | DNS                        | DNS                        |

Legenda
| Recorde mundial       | Recorde mundial (World record)               |                       | Recorde africano                      | Recorde africano (African) |                                           | Q | Classificado por posição (Qualified) |
| Recorde do campeonato | Recorde do campeonato (Championship record)  | Recorde da América    | Recorde da América (Americas)         | q                          | Classificado por melhor tempo (Qualified) |   |                                      |
| Melhor marca do ano   | Melhor marca do ano (World leading)          | Recorde asiático      | Recorde asiático (Asian)              | DNS                        | Não largou (Did not start)                |   |                                      |
| Recorde nacional      | Recorde nacional (National record)           | Recorde europeu       | Recorde europeu (European)            | DNF                        | Não terminou (Did not finish)             |   |                                      |
| Recorde pessoal       | Recorde pessoal do atleta (Personal best)    | Recorde da Oceania    | Recorde da Oceania (Oceania)          | DSQ / DQ                   | Desclassificado (Disqualified)            |   |                                      |
| Recorde da temporada  | Recorde da temporada do atleta (Season best) | Recorde sul-americano | Recorde sul-americano (South America) | NM                         | Sem marca (No mark)                       |   |                                      |